# Trnovo (Czarnogóra)
Trnovo (cyr. Трново) – wieś w Czarnogórze, w gminie Bar. W 2011 roku liczyła 10 mieszkańców.